# Gaudyny
Gaudyny (deutsch Gauden) ist ein Dorf in der polnischen Woiwodschaft Ermland-Masuren. Es gehört zur Stadt- und Landgemeinde Pieniężno (Mehlsack) im Powiat Braniewski (Kreis Braunsberg).

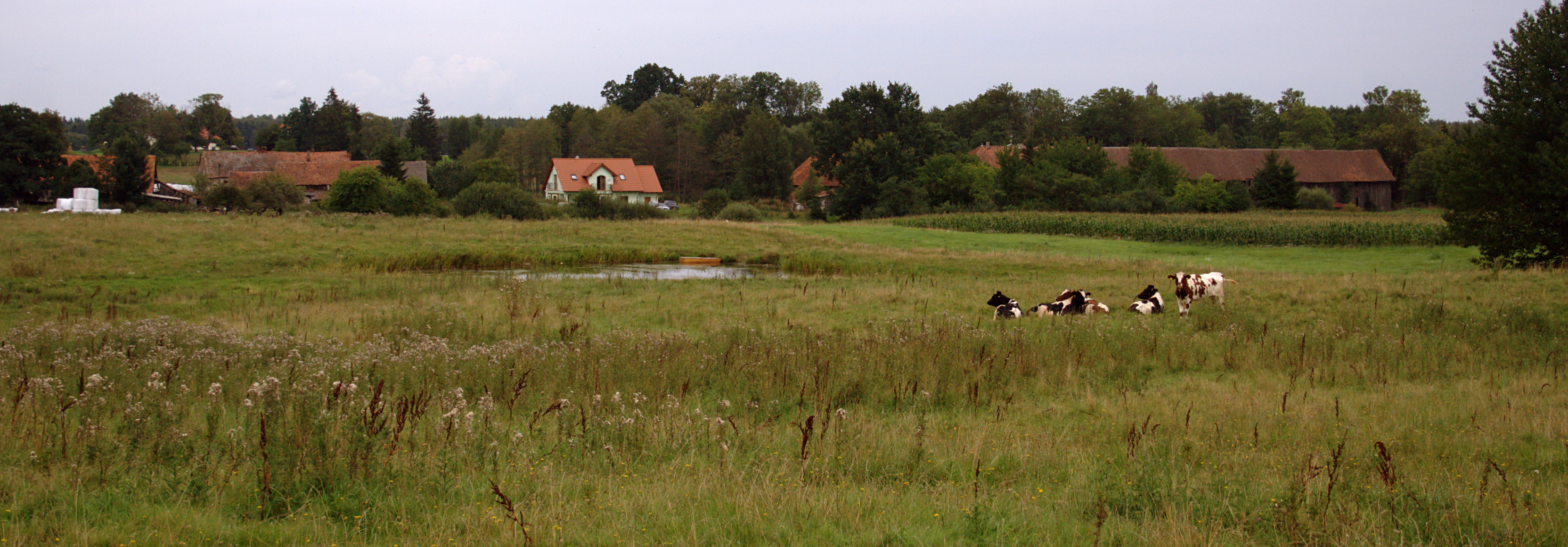
Teilansicht von Gaudyny

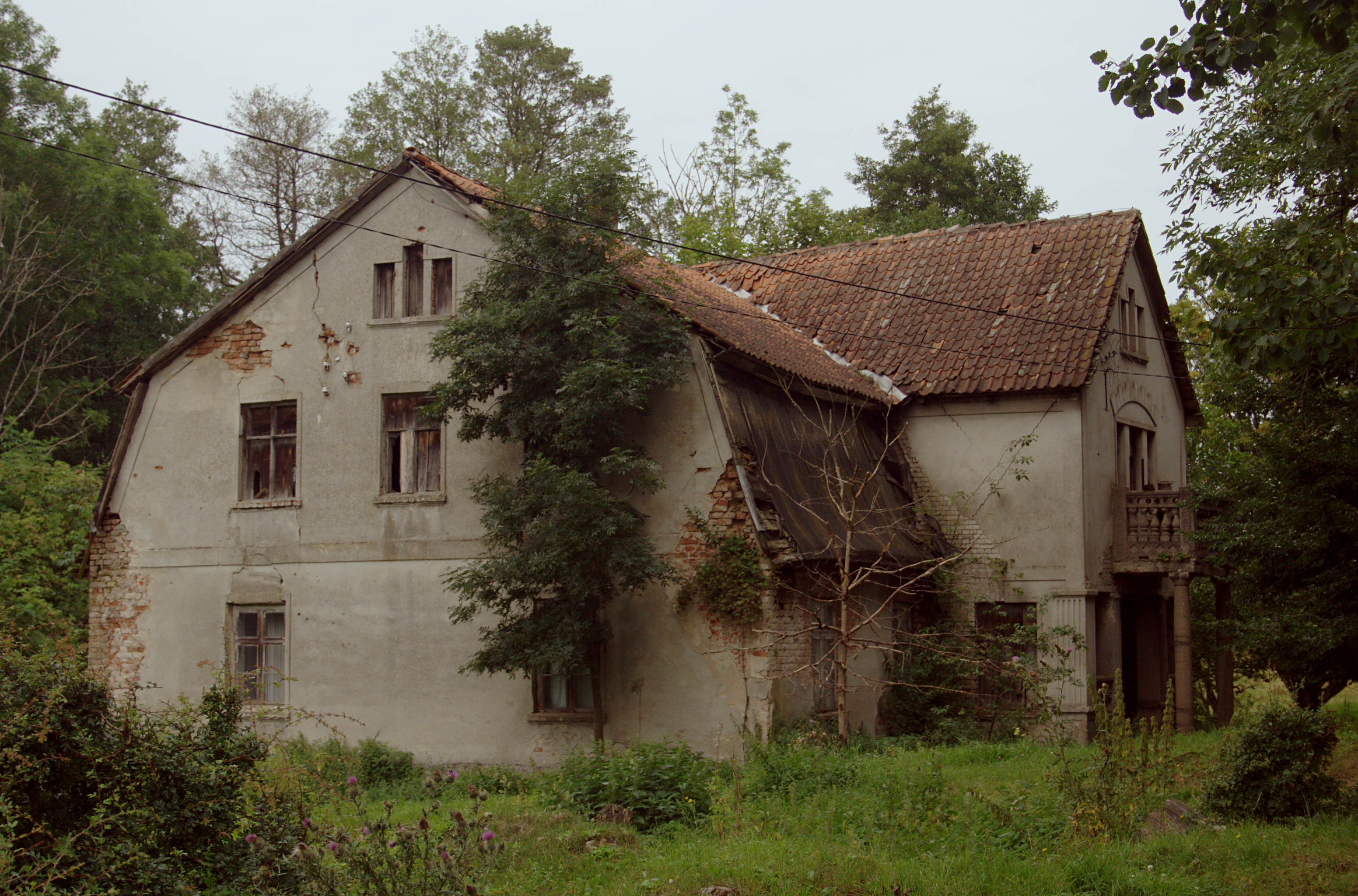
Ehemaliges Gutshaus Gauden in Gaudyny

## Geographische Lage
Gaudyny liegt im Nordwesten der Woiwodschaft Ermland-Masuren, 21 Kilometer südöstlich der Kreisstadt Braniewo (Braunsberg).

## Geschichte
Das Dorf Gauden bestand aus mehreren großen und kleinen Höfen. Von 1874 bis 1945 war die Landgemeinde Gauden in den Amtsbezirk Peterswalde (Piotrowiec) im ostpreußischen Kreis Braunsberg, Regierungsbezirk Königsberg, eingegliedert.
97 Einwohner waren im Jahre 1910 in Gauden registriert. Ihre Zahl sank bis 1993 auf 81 und bis 1939 auf 75.
In Kriegsfolge fiel das gesamte südliche Ostpreußen 1945 an Polen. Gauden erhielt die polnische Namensform „Gaudyny“ und ist heute eine Ortschaft im Verbund der Gmina Pieniężno (Stadt- und Landgemeinde Mehlsack) im Powiat Braniewski (Kreis Braunsberg), von 1975 bis 1998 der Woiwodschaft Elbląg, seither der Woiwodschaft Ermland-Masuren zugehörig. Im Jahre 2021 zählte Gaudyny zwölf Einwohner.

## Religion
Wie Gauden bis 1945 so ist Gaudyny noch heute in die römisch-katholische Kirche Piotrowiec (Peterswalde) eingepfarrt. Siem gehört seit 2022 zum Dekanat Orneta (Wormditt) im Erzbistum Ermland.
Außerdem gehörte Gauden bis 1945 zur evangelischen Pfarrkirche in Mehlsack innerhalb der Kirchenprovinz Ostpreußen der Kirche der Altpreußischen Union. Heute ist Gaudyny in die Diözese Masuren der Evangelisch-Augsburgischen Kirche in Polen eingepfarrt.

## Verkehr
Gaudyny liegt an einer Nebenstraße, die bei Sawity (Engelswalde) von der Woiwodschaftsstraße 507 (hier im Bereich der Trasse der einstigen Reichsstraße 142) abzweigt und nach Żugienie (Sugnienen) führt. Żugienie ist seit 1991 die nächste Bahnstation. Sie liegt an der Bahnstrecke Olsztyn Gutkowo–Braniewo der Polnischen Staatsbahn.

## Persönlichkeiten
- Imeldina Schlesiger (1903–1943), Missionsschwester und Märtyrin